# Kristýna Otcovská
Kristýna Otcovská (* 21. Juli 2000 in Most, Ústecký kraj) ist eine tschechische Biathletin. Sie wurde 2023 Universiadesiegerin im Massenstart und startet seit 2024 im Weltcup.

## Sportliche Laufbahn
Kristýna Otcovská gab ihr internationales Debüt vergleichsweise spät im Dezember 2021 im Alter von 21 Jahren und nahm im Verlauf der Saison zunächst ausschließlich an Wettkämpfen im Junior-Cup teil. Zudem bestritt sie vier Wettkämpfe im IBU-Cup und nahm an den Juniorenweltmeisterschaften in Soldier Hollow teil, erzielte dort aber keine hervorstechenden Ergebnisse. Im Winter 2022/23 lief die Tschechin fast ausschließlich im IBU-Cup und lief beim Saisonfinale in Canmore, nachdem zunächst eher durchschnittliche Ergebnisse zustande gekommen waren, mehrfach in die Punkteränge; als bestes Ergebnis erzielte sie einen 19. Rang im Sprint. Zudem nahm sie erstmals an den Europameisterschaften teil. Otcovskás größter Erfolg in der Saison kam aber Mitte Januar 2023 zustande, als sie an der Universiade in Lake Placid teilnahm und im Massenstart die Goldmedaille gewann. In Vorbereitung auf die Folgesaison wurde die Tschechin in die A-Nationalmannschaft aufgenommen, startete aber weiterhin im IBU-Cup. Im Saisonverlauf lief sie insgesamt fünfmal in Individualwettkämpfen unter die besten 20, darunter auch als 17. im Sprint der EM, daher wurde sie als Reservestarterin für die Weltmeisterschaften nominiert, bekam aber keinen Einsatz. Ihr Debüt im Weltcup gab Otcovská im März 2024 in Soldier Hollow im US-Bundesstaat Utah, erreichte aber wie auch in der Folgewoche den Verfolgungswettkampf nicht.
Mit Beginn der Saison 2024/25 war Otcovská regulärer Teil des Weltcupkaders und gewann im saisoneröffnenden Kurzeinzel in Kontiolahti als 32. ihre ersten Weltcuppunkte. In Hochfilzen lief sie eine Woche später erstmals ein Staffelrennen und belegte mit Jessica Jislová, Lucie Charvátová und Tereza Voborníková Rang acht. Zwar nahm die Tschechin auch an den Weltmeisterschaften teil, wurde aber daraufhin nach unterdurchschnittlichen Ergebnissen in den IBU-Cup versetzt. Dort erreichte sie in Otepää im Sprint ihren ersten Podestplatz, wenige Tage später traf sie im Massenstart erstmals in ihrer Karriere alle zwanzig Scheiben eines offiziellen Wettkampfes und feierte sogleich ihren ersten IBU-Cup-Sieg.

## Persönliches
Otcovská stammt aus Litvínov und lebt auch dort.

## Statistiken

### Weltcupplatzierungen
Die Tabelle zeigt alle Platzierungen (je nach Austragungsjahr einschließlich Olympische Spiele und Weltmeisterschaften).
- 1.–3. Platz: Anzahl der Podiumsplatzierungen
- Top 10: Anzahl der Platzierungen unter den ersten zehn (einschließlich Podium)
- Punkteränge: Anzahl der Platzierungen innerhalb der Punkteränge (einschließlich Podium und Top 10)
- Starts: Anzahl gelaufener Rennen in der jeweiligen Disziplin
- Staffel: inklusive Mixed- und Single-Mixed-Staffeln

| Platzierung               | Einzel | Sprint | Verfolgung | Massenstart | Staffel | Gesamt |
| ------------------------- | ------ | ------ | ---------- | ----------- | ------- | ------ |
| 1. Platz                  |        |        |            |             |         |        |
| 2. Platz                  |        |        |            |             |         |        |
| 3. Platz                  |        |        |            |             |         |        |
| Top 10                    |        |        |            |             | 2       | 2      |
| Punkteränge               | 1      |        |            |             | 4       | 5      |
| Starts                    | 2      | 7      |            |             | 4       | 13     |
| Stand: Saisonende 2024/25 |        |        |            |             |         |        |

### Weltmeisterschaften
Ergebnisse bei den Weltmeisterschaften:
| Weltmeisterschaften | Weltmeisterschaften | Einzelwettbewerbe | Einzelwettbewerbe | Einzelwettbewerbe | Einzelwettbewerbe | Staffelwettbewerbe | Staffelwettbewerbe | Staffelwettbewerbe |
| Jahr                | Ort                 | Einzel            | Sprint            | Verfolgung        | Massenstart       | Frauenstaffel      | Mixedstaffel       | S.-M.-Staffel      |
| ------------------- | ------------------- | ----------------- | ----------------- | ----------------- | ----------------- | ------------------ | ------------------ | ------------------ |
| 2025                | Lenzerheide         | 80.               | DNF               | –                 | –                 | –                  | –                  | –                  |

### Europameisterschaften
Ergebnisse bei den Europameisterschaften:
| Europameisterschaften | Europameisterschaften | Einzelwettbewerbe | Einzelwettbewerbe | Einzelwettbewerbe | Staffelwettbewerbe | Staffelwettbewerbe | Staffelwettbewerbe |
| Jahr                  | Ort                   | Einzel            | Sprint            | Verfolgung        | Frauenstaffel      | Mixedstaffel       | S.-M.-Staffel      |
| --------------------- | --------------------- | ----------------- | ----------------- | ----------------- | ------------------ | ------------------ | ------------------ |
| 2023                  | Lenzerheide           | DNS               | 70.               | –                 | nicht ausgetragen  | 13.                | –                  |
| 2024                  | Osrblie               | 55.               | 17.               | 25.               | nicht ausgetragen  | –                  | 12.                |
| 2025                  | Martell               | 35.               | 38.               | 46.               | 12.                | N/A                | N/A                |

### Juniorenweltmeisterschaften
Die Tabelle zeigt alle Platzierungen bei Juniorenweltmeisterschaften:
| Weltmeisterschaften | Weltmeisterschaften | Einzelwettbewerbe | Einzelwettbewerbe | Einzelwettbewerbe | Frauenstaffel |
| Jahr                | Ort                 | Einzel            | Sprint            | Verfolgung        | Frauenstaffel |
| ------------------- | ------------------- | ----------------- | ----------------- | ----------------- | ------------- |
| 2022                | Soldier Hollow      | 13.               | 30.               | 32.               | DNF           |

### IBU-Cup-Siege
| Nr. | Datum        | Ort    | Disziplin      |
| --- | ------------ | ------ | -------------- |
| 1.  | 9. März 2025 | Otepää | Massenstart 60 |